# Abu-Muhàmmad I
Abu-Muhàmmad (I) Abd-Al·lah ibn Abi-Hammú o, més senzillament, Abu-Muhàmmad I fou emir abdalwadita de Tlemcen del 1399 al 1401.
El 1398 era governador i va reunir molts suports i es va presentar a Tlemcen amb un exèrcit enderrocant al seu germà (1399). L'enderrocat va fugir a l'est i fou assassinat al cap de quatre anys. Abu-Muhàmmad I no va regnar tant i al cap de dos anys 81401) fou enderrocat pels marínides en una conspiració en la qual van participar alguns dels seus propis parents. Els marínides van posar al tron al seu germà Abu-Abd-Al·lah I.